# シンシア・ワイル
シンシア・ワイル（Cynthia Weil、1940年10月18日 - 2023年6月1日）はアメリカ合衆国の作詞家。ブリル・ビルディングを代表するソングライターの一人。シンシア・ウェイルとも表記される。

## 略歴
ニューヨークのユダヤ人の家庭に生まれる。女優やダンサーとして訓練を受けたが、まもなく作詞の才能を示し、ロック草創期に数々のヒット曲を生む。1961年、共作者のバリー・マンと結婚。映画のためにマンと共作した作品は、グラミー賞やアカデミー賞に度々ノミネートされている。
1987年、夫と共にソングライターの殿堂入りを果たした。
2023年6月1日、死去。82歳没。

## 代表作
- ライチャス・ブラザーズ 「ふられた気持」 - "You've Lost That Lovin' Feelin'"
- ザ・ロネッツ 「恋の雨音」 - "Walking in the Rain"
- ドリフターズ 「オン・ブロードウェイ」 - "On Broadway"
- キャス・エリオット 「メイク・ユア・オウン・カインド・オブ・ミュージック」 - "Make Your Own Kind of Music"
- B・J・トーマス 「君を信じたい」 - "I Just Can't Help Believing"
- リンダ・ロンシュタット&ジェームス・イングラム 「サムホエア・アウト・ゼア」 - "Somewhere Out There"